# Вале Молино (Пескара)
Вале Молино (итал. Valle Molino) је насеље у Италији у округу Пескара, региону Абруцо.
Према процени из 2011. у насељу је живело 223 становника. Насеље се налази на надморској висини од 57 м.